# Rückdatierung
Bei der Rückdatierung handelt es sich um einen Begriff aus der Rechtssphäre des Versicherungsvertrags. 
Im Gegensatz zur sog. Rückwärtsversicherung wird bei der Rückdatierung der technische vor den formellen Beginn zurückverlegt. Sie kommt in der Lebens- wie in der Krankenversicherung bzw. in der Kraftfahrtversicherung vor.

## Beispiele
- In der Kraftfahrtversicherung wird rückdatiert, um früher eine günstigere Schadenfreiheitsklasse zu erreichen.
- In der Lebensversicherung erfolgt Rückdatierung i. d. R., um ein günstigeres (niedrigeres) Eintrittsalter zu erhalten, um eine günstigere Prämie zu erhalten oder steuerliche Vorteile zu nutzen (letzteres wird von der Finanzverwaltung jedoch nur sehr eingeschränkt anerkannt).[2]